# ブエルタ・チワワ・インテルナシオナル
ブエルタ・チワワ・インテルナシオナル(Vuelta Chihuahua Internacional)はメキシコ・チワワ州を舞台にして10月に行われる自転車プロロードレースのステージレース。

## 概要
2006年に第1回大会を開催。2009年開催の第4回大会からUCIアメリカツアーでのカテゴリーが2.2から2.1に格上げされた。これによりUCIプロツアーチームの招待が可能となり、同年の大会にはケス・デパーニュとフジ・セルベットのUCIプロツアー2チームが出場した。
しかし、2011年の開催より、国内カテゴリに降格した。

## 歴代優勝者
| 年   | 優勝者                       | 国           |
| ---- | ---------------------------- | ------------ |
| 2006 | ルイス・ペレス・ロメロ       | スペイン     |
| 2007 | フランシスコ・マンセボ       | スペイン     |
| 2008 | フランシスコ・マンセボ       | スペイン     |
| 2009 | オスカル・セビリャ           | スペイン     |
| 2010 | アレクサンドル・ヴィノクロフ | カザフスタン |
| 2011 | ゴンサロ・カリド             | チリ         |